# Кинематограф Румынии
Кинематограф Румынии — совокупность кинематографической продукции, созданной румынскими кинорежиссёрами как в пределах Румынии, так и за рубежом.
Многие ранние румынские киноплёнки были уничтожены временем или навсегда утеряны, и информация об этих фильмах сохранилась только в воспоминаниях современников, а также в газетных статьях и фотографиях того периода. Начиная с 1965 года Национальным архивом Румынии (ANF) предпринимаются попытки реконструировать ранний период истории румынского кинематографа; одновременно с этим происходит публикация мемуаров и частных исследований синефилов, среди которых кинокритики Йон Кантакузино и Тудор Каранфил и кинорежиссёры Жан Михаил и Жан Джорджеску.
Румынские фильмы дважды получали на Каннском кинофестивале Золотую пальмовую ветвь за лучший короткометражный фильм: в 2004 году награда была присуждена короткометражному фильму «Траффик» (Trafic, режиссёр Кэтэлин Митулеску), в 2008 — фильму «Мегатрон» (Megatron, режиссёр Марьян Кришан).
Румынский кинематограф получил мировое признание в 2000-х годах с выходом фильмов «Смерть господина Лазареску» Кристи Пую (Moartea domnului Lăzărescu, 2005, лауреат премии «Особый взгляд» Каннского кинофестиваля) и «4 месяца, 3 недели и 2 дня» Кристиана Мунджиу (4 luni, 3 săptămâni și 2 zile, 2007, обладатель Золотой пальмовой ветви). Последний, согласно американской изданию Variety, «является очередным доказательством того выдающегося положения, которое Румыния ныне занимает в мире кинематографа».

## Зарождение румынского кинематографа
Публичные кинопоказы, начавшие проходить в Румынии после изобретения кинематографа, вызвали интерес публики, и ещё до 1900 года появились энтузиасты, начавшие снимать свои собственные фильмы — так называемые actualités, очень короткие (зачастую меньше минуты) неигровые фильмы, состоящие из одной сцены и запечатлевающие моменты повседневной жизни.
Первый кинопоказ в Румынии прошёл 27 мая 1896 года — менее, чем через 5 месяцев после первого кинопоказа братьев Люмьер, который состоялся 28 декабря 1895 года в Париже. Во время румынского кинопоказа работники Люмьеров продемонстрировали несколько их фильмов, включая известное «Прибытие поезда». Кинопоказ был организован импресарио Эдвином Шюрманом и проведён франкоязычной газетой L’Indépendance Roumanie. Мису Вэкэреску, журналист издания, отметил, что на кинопоказе «было представлено „чудо столетия“». Первоначально кинопоказы были развлечением элиты, однако постоянная организация их изданием газеты привела к снижению цен на билеты, и в Бухаресте кинематограф стал популярным зрелищем.
В 1897 Полом Мену, одним из операторов братьев Люмьер, был снят первый фильм в локациях Румынии, который назывался «Королевский парад 10 мая 1897 года». В течение следующих двух месяцев этот же оператор снял в Румынии ещё 16 фильмов, но только два из них дошли до настоящего времени (номера 551 и 552 в каталоге Люмьеров). Румынские фильмы Мену были впервые продемонстрированы публике в июне того же года. Среди прочего были показаны наводнения в Галаце, румынские военно-морские суда в Дунае, а также кадры ипподрома, располагавшегося в одном из районов Бухареста.
К 1898 году, однако, интерес общественности к кинематографу начал снижаться, и Пол Мену выставил свою камеру на продажу. Камера была приобретена доктором Георге Маринеску, который стал первым румынским кинодеятелем. В 1898—1899 годах он снял серию фильмов на медицинскую тематику. Ему и его оператору Константину М. Попеску принадлежит, таким образом, заслуга создания первого научного фильма. Огюст Люмьер в своём письме доктору Маринеску от 29 июля 1924 года, говоря об этих фильмах, признаёт, что «к сожалению, лишь немногие учёные последовали по открытому вами пути». Фильмы Маринеску считались утерянными до 1975 года, когда телекорреспондент Корнел Русу обнаружил их в больнице имени Маринеску.
Начиная с 1906 года в Македонии начали снимать социальные и этнографические actualités братья Манаки, аромуны по происхождению.
Кинопоказы в Румынии возобновились начиная с 1905 года. В мае 1909 года в Бухаресте на улице Доамней был открыт Volta, первый кинотеатр, построенный специально для кинопоказов. В течение нескольких следующих лет в Румынии был открыт ряд других кинотеатров, среди которых Bleriot на улице Сариндар, Apollo и Venus. Кинопрограммы в этих кинотеатрах состояли из actualités и «небольших фильмов с актёрами». К последней категории относится, например, пятиминутный фильм, изображающий неторопливую прогулку писателя Виктора Ефтимиу и актрисы Аристиццы Романеску по-морскому побережью. Продолжительность таких фильмов постепенно увеличивалась, и со временем они эволюционировали в кинохроники и игровые фильмы.

## Немые игровые фильмы (1911—1930)
В декабре 1933 года в румынской газете Cuvântul было опубликовано исследование, касавшееся истоков румынского кинематографа. В нём упоминалось что в 1911 году театральная постановка «Кукла» (Păpușa) была адаптирована для киноэкрана операторами Николае Барбельяном и Демикелли совместно с Маринеску, главой актёрской труппы. В то же время Виктор Ефтимиу совместно с Эмилем Гырляну написали сценарий и безвозмездно предложили его некоему Джорджеску. Снятый в итоге фильм назывался «Любовь в монастыре» (Dragoste la mănăstire), или «Два алтаря» (Două altare) и демонстрировался в кинотеатрах в 1914 году в течение восьми дней. Фильм включал в себя кадры, отснятые во время двух прослушиваний на главную роль, и по-большей части состоял из интертитров и длинных текстов писем.
Первый игровой румынский фильм назывался «Роковой роман» (Amor Fatal) и был снят с участием Лучи Струдза, Тони Буландра и Аурела Барбельяна, актёров Национального театра Бухареста. Режиссёром был Григоре Брезяну, сын известного актёра Йона Брезяну, работавший в том же театре. Фильм демонстрировался в театре Apollo 26-30 сентября 1911 года.
7 ноября 1911 года прошла премьера фильма «Распускайтесь, маргаритки…» (Înșirăte mărgărite…). Фильм был основан на одноимённом стихотворении Виктора Ефтимиу и состоял из сцен, отснятых в ряде мест Румынии; он был снят как дополнение к одноимённой пьесе, ставившейся в то время в Национальном театре Бухареста. Фильм срежиссировали Аристиде Деметрьяде и Григоре Брезяну. Деметрьяде также сыграл роль Фэт-Фрумоса, героического персонажа румынского фольклора. Этот гибрид театра и кинематографа был хорошо воспринят зрителями того времени.
В декабре 1911 театральный журнал Rampa опубликовал заметку под названием «Кинематограф в театре». В заметке сообщалось о том, что «Маэстро Ноттара участвует в работе над созданием патриотичного фильма, воспроизводящего события Войны за Независимость Румынии, который позволит ознакомиться с историей битв 1877 года сегодняшним поколениям и сохранит живую картину румынской храбрости для поколений будущих».
Фильм был сделан в спешке, с участием второразрядных актёров и при участии генерала Константинеску, который в годы войны командовал дивизией в Питешти и предоставил дополнительную информацию, необходимую для съёмки военных сцен. Раимонд Пеллерин, глава бухарестского отделения парижской студии Gaumont, анонсировал что премьера фильма, названного «Война 1877—1878-х годов» (Războiul din 1877—1878), запланирована на 29 декабря 1911 года. Днём ранее фильм был показан главе полиции Бухареста, который посчитал, что фильм не соответствовал историческим фактам. В дальнейшем фильм конфисковали и уничтожили, Пеллерин был объявлен персоной нон грата и уехал в Париж, а генерал-«коллаборационист» Константинеску в дисциплинарных целях был отправлен в другой гарнизон.
5 мая 1912 года журнал Flacăra оповестил своих читателей, что «как известно, группа актёров организовала общество с целью создания фильма, посвящённого Войне за независимость Румынии… Это начинание заслуживает аплодисментов». Инициаторами были актёры Константин Ноттара, Аристиде Деметрьяде, Василе Тоняну, Йон Брезяну, Н.Соряну, П.Личу, а также помощник продюсера Григоре Брезяну, который занимался творческой составляющей фильма. Поскольку создание фильма предполагало большие расходы, к делу был также привлечён Леон Попеску, богач и владелец театра Lyric.
Общество получило значительную поддержку от властей, которые предоставили в его распоряжение все необходимые военные силы и технику, а также военных советников (среди которых возможно был Паскал Видрашку). Камеры и операторы были выписаны из-за границы, а копии фильма были созданы в парижских лабораториях. Вопрос о режиссуре долгое время оставался открытым. Режиссёром фильма мог быть Григоре Брезяну, однако долгое время ни один источник того времени не подтверждал эту гипотезу. Напротив, везде он был представлен как «инициатор» и продюсер фильма наряду с членами Национального театра и Леоном Попеску. Также именно Брезяну назывался в качестве человека, привлекшего в проект инвестора Попеску. Однако в 1985 году румынский кинокритик Тудор Каранфил обнаружил среди личных документов Аристиде Деметрьяде его записные книжки с режиссёрскими заметками к данному фильму, однозначно подтвердившими его статус как режиссёра.
Премьера фильма, названного «Независимость Румынии» (Independența României), состоялась 2 сентября 1912 года в Eforie, крупнейшем кинотеатре Бухареста. Фильм был хорошо принят зрителями и оставался в прокате в течение нескольких недель, несмотря на свои недостатки (театрализованность игры актёров, ошибки в военной части, вызывавшие незапланированный создателями смех в зрительном зале); в то же время монтаж фильма был профессиональным для своего времени. Создание данного фильма может быть названо первым шагом Румынии на пути к освоению искусства кинематографа.
Однако Григоре Брезяну остался в итоге разочарован. Пресса того времени демонстративно упоминала Леона Попеску и его финансовое участие в создании фильма и намеренно обходила стороной других инвесторов; оказалась обделена похвалами и творческая команда. В связи с этим Брезяну в своём интервью журналу Rampa, опубликованному 13 апреля 1913 года, сказал следующее: «Моей мечтой было создание крупной киностудии, но теперь я пришёл к убеждению, что это невозможно. Прежде всего, нам не хватает крупного капиталовложения. Без денег мы не можем конкурировать с иностранными киностудиями…Киностудия, согласно нашим инвесторам, является чем-то внеположенным искусству, чем-то из области сельского хозяйства или Румынских железных дорог. В связи с этим я с огромным сожалением отказался от своей мечты».
Однако Леон Попеску, напротив, выступил с широкомасштабным и энергичным планом и организовал в 1913 году Общество имени Леона Попеску. Совместно с труппой Марьонары Войкулеску, включавшей в себя симпатизирующих Попеску актёров (К.Радович, Йон Манолеску, Г.Сторин), они создали следующие фильмы: «Любовные похождения принцессы» (Amorul unei prințese, 1913), «Авиакатастрофа» (Urgia cerească, 1913), «Германская крепость» (Cetatea Neamțului", 1914), «Шпион» ("Spionul, 1914). При этом все фильмы, кроме предпоследнего, оказались не оправдывающими ожиданий. В конце 1914 года Общество имени Леона Попеску объединилось с Обществом «Чипето» с целью импорта малогабаритных кинопроекторов и аренды фильмов Общества имени Марьоары Вайкулеску третьим лицам.
В 1913 году появились и другие фильмы: «Месть стали» (Oțelul răzbună) и «Зарисовка с Джеком Биллом» (Scheci cu Jack Bill). Оба фильма срежиссировал Аристиде Деметрьяде. Создание «Зарисовки с Джеком Биллом» было профинансировано самим режиссёром, но со значительной помощью со стороны профессора Георге Арьона, вклад которого составил 8000 леев. 40-минутный фильм получил положительные отзывы и был очень успешен в прокате. До настоящего времени дошёл только минутный фрагмент фильма, хранящийся в Национальном архиве Румынии; положительным моментом является то, что в течение этого фрагмента все актёры показаны крупным планом. Аристиде Деметрьяде, помимо режиссуры, занимался ещё и монтажом фильма, продюсером был Георге Арьон, оператором-постановщиком — Франкк Даньяу, роли исполнили Аристиде Деметрьяде, Андрей Попович, Марьоара Чински, Такович-Козмин, Николае Григореску, Петре Буландра и Ромалд Булфински.
В годы Первой мировой войны кинопроизводство было преимущественно нацелено на создание документальных фильмов и кинохроник; некоторые из румынских кинооператоров были мобилизованы. В тот период румынский король Фердинанд I, а также генералы Константин Презан и Александру Авереску были сняты на линиях фронта, а королева Мария Эдинбургская — в госпиталях. Были отсняты тысячи метров киноплёнки, из которых до настоящего времени дошло лишь несколько отрывков, некоторые из которых были позднее использованы при создании фильма «Екатерина Теодорою» (1930).
После окончания Первой мировой войны кинопроизводство во многих странах начало развиваться в соответствии с нуждами предпринимателей, задействованных в этой новой индустрии. Новые студии получили хорошее техническое оснащение, появились хорошо подготовленные кадры, известные актёры, режиссёры и сценаристы были привлечены к работе в кинематографе. Рынки были открыты для отснятой кинопродукции, которая приносила прибыль и позволяла финансировать производство новых фильмов. Доминирующее положение на рынке заняли студии, обладавшие значительными финансовыми ресурсами, что наносило удар по более слабым национальным кинематографиям.
В сложившихся условиях положение румынского кинематографа оказалось крайне бедственным. В стране на тот момент существовало приблизительно 250 кинотеатров, однако их совокупная выручка не могла обеспечить производство даже одного нового фильма. Системы подготовки новых кадров не существовало, а румынские актёры были неизвестны за рубежом, что делало импорт румынской кинопродукции невозможным. Государство также не было заинтересовано в кинопроизводстве. Его интерес к данной индустрии ограничивался сбором налогов с кинопоказов, которые являлись достаточно надёжным источником государственного дохода.
Ситуация дополнительно осложнялась тем, что в 1918 году умер Леон Попеску, после чего сгорела его «студия» (фактически это были сделанные из подручных средств декорации, расположенные в складских помещениях на территории театра Lyric). Согласно другой версии, неуспешность фильмов Попеску в прокате привела режиссёра к нервному срыву, и он устроил пожар собственноручно. Из всех имевшихся на студии фильмов удалось спасти только один, «Независимость Румынии» (Independența României); спасённая копия является неполной, она короче изначальной версии примерно на 20 минут.
В 1920 году на киностудии Soarele режиссёром Долли А. Сиджетти была начата работа над фильмом «На волнах счастья» (Pe valurile fericirii). В основу сценария фильма легла пьеса К. Уилльямсона. В съёмках приняли участие Мария Филотти, Йон Манолеску, Георге Сторин, Александру Михалеску и Тантзи Кутава-Бароззи, а также венгерская актриса Лиа де Путти. Работа над фильмом так и не завершилась, однако несколько фрагментов были продемонстрированы публике в форме трейлера.
В 1921 году в Румынии режиссёром и актёром Аурелом Петреску был создан первый анимационный фильм под названием «Пэкалэ на луне» (Păcală pe lună). Этот фильм, как и все прочие работы режиссёра, были утеряны. Однако Петреску оставил после себя альбом, состоящий из 80 кадров и позволяющий получить представление о техниках, которые режиссёр использовал при создании анимации. На границе некоторых кадров видна чёрная магнитная лента, и это позволило исследователям прийти к выводу, что на позднем этапе своего творчества Петреску работал над созданием звуковых анимационных фильмов В настоящий момент альбом режиссёра хранится в Национальном архиве Румынии.
Жан Михаил, один из пионеров румынского кинематографа, также начал свою карьеру в первой половине 1920-х годов. Его первым профессиональным опытом было участие в качестве помощника режиссёра в съёмках германо-румынского фильма «Цыганочка в опочивальне» (Țigăncușa din iatac). Сценарий фильма написал Виктором Белдиман на основе рассказа писателя Раду Россети. Режиссёром фильма выступил немец Альфред Халлм, съёмки проходили в Румынии во дворце Могошоая, монастыре Пасэря и на Минович Вила. В фильме снимались Дорина Хеллер, Эльвира Попеску, Йон Яновеску, Митзи Вечера, Тантзи Елвас, Екатерина Вигни, Леон Лефтер, Петре Стурдза и Петреску Мускэ. Премьера состоялась 30 декабря 1923 года. В настоящее время фильм считается утраченным.
Отсутствие стабильного финансирования было постоянной проблемой для ранних румынских режиссёров. В отсутствие человека вроде почившего Леона Попеску — состоятельного и готового инвестировать в кинопроизводство — режиссёры и некоторые актёры находились в поиске инвесторов, которые были бы равно увлечены кинематографом и непредвзяты. Так, в 1925 году молодой актёр и режиссёр Жан Джорджеску смог получить от частного лица финансирование на создание своего первого фильма под названием «Капризы Клеопатры» (Năbădăile Cleopatrei). Фильм срежиссировал Йон Сахигьян (работа над кинокартиной стала его режиссёрским дебютом), роли исполнили Жан Джорджеску, Йон Финтестяну, А. Поп Мартьян, Александру Джугару, Николае Соряну, Брындуса Грозэвеску, и другие. Премьера состоялась 5 октября 1925 года в кинотеатре Lux. Похожим образом Жан Джорджеску спродюсировал фильм «Миллионер на день» (Milionar pentru o zi) — инвестором выступил владелец одного из будапештских кабаре, желавший привлечь посетителей в своё заведение.
В 1927 году Жан Михаил срежиссировал фильм «Лиа» (Lia), снятый на основе сценария Мирча Филотти. Инвестором выступил немецкий бизнесмен, который хотел исполнить желание своей супруги, известной актрисы Лилли Флохр. В 1928 году в Вене похожим образом был снят другой его фильм, «Ноша» (Povara). Деньги на создание этого фильма предоставила некая дама, пожелавшая быть включённой в титры как режиссёр-постановщик.
В том же году по запросу фирмы, продававшей кофе, радиоприемники и прочие товары, Марчел Блоссомс и Мику Келлерман сняли фильм «Камердинер в женском доме» (Lache în harem).
Создание кооперативов стало ещё одним способом кинопроизводства в условиях недостатка денежных средств. Любители кинематографа собирались вместе, чтобы общими усилиями создать фильм: один приносил камеру, другой предоставлял доступ к лаборатории для проявки плёнки, третий писал сценарий, четвёртый занимался режиссурой и т. д. Привлечь к съёмкам актёров оказывалось несложно, поскольку многие хотели увидеть самих себя на экране. После этого оставалось найти кредитора, готового поддержать проект финансово при условии, что кредит будет выплачен после «грандиозного успеха фильма». Таким образом были сняты фильмы Жана Михаила «Грех» (Păcat, 1924) и «Манассе» (Manasseh, 1925); фильмы Гитэ Попеску «Легенда о двух крестах» (Legenda celor două cruci, 1925), «Храбрейший из наших людей» (Vitejii neamului, 1926) и «Напасть» (Năpasta, 1927). Фильм Жана Джорджеску «Майор Мура» (Maiorul Mura, 1928) был снят на деньги, собранные друзьями режиссёра.
Интерес к новому медиуму репрезентации и желание обрести известность в этой сфере привели к созданию нескольких киношкол. Некоторые фильмы того периода были созданы на деньги, заплаченные студентами за обучение. На киностудии Clipa-Film благодаря данному типу финансирования были сняты фильмы «Янку Жьяну» (Iancu Jianu, 1927), «Гайдуки» (Haiducii, 1929), «Бояре» (Ciocoii, 1930). В «Боярах» при этом была предпринята попытка инкорпорировать в фильм звук. В 1934 году таким же образом был снят уже полноценный звуковой фильм «Змеиный остров» (Insula Șerpilor).
Одновременно с этим в Румынии существовало кинопроизводственное объединение Soremar, специализировавшееся преимущественно на документальных фильмах и кинохрониках. В 1928 году объединением был выпущен фильм «Симфония любви» (Simfonia dragostei). В 1930 году ими же была спродюсирована кинокартина «Екатерина Теодорою», режиссёром которой стал Никулеску Брумэ. В фильм были инкорпорированы фрагменты документальной съёмки известных людей, созданные в годы Первой мировой войны. Мать Екатерины Теодорою появилась в этом фильме в роли самой себя. Оба фильма были отсняты в венецианских киностудиях.
Среди других работ того периода числится анимационный фильм Марин Йорда под названием «Болван». Это самый ранний румынский анимированный фильм, сохранившийся в архивах.
Создание таких «кооперативных» фильмов в то время было сопряжено со многими техническими сложностями. В частности, серьёзным испытанием становился поиск подходящих локаций для съёмок: ради этого режиссёры обычно обходили все близлежащие склады, амбары, конюшни и танцевальные залы. Иногда съёмки происходили в квартирах и домах тех неравнодушных, кто был готов помочь. Осветительное оборудование чаще всего одалживалось из фотостудий. Из-за скопления большого количества людей на маленьком пространстве в финальные версии фильмов зачастую проникали технические несовершенства: в отражающих поверхностях были видны осветительное оборудование или оператор. Лучшими локациями для съёмок считались те, которые предоставлялись театрами при условии съёмок фильма в ночное время, после закрытия. Ещё одним решением стало строительство интерьерных декораций с нуля. Декорации создавались в местах, открытых для солнечного света (что позволяло не использовать осветительное оборудование) и устанавливались на вращающуюся платформу, используя, таким образом, максимум солнечного света в течение съёмочного дня. Члены съёмочной команды должны были быть специалистами широкого профиля и уметь совмещать разные виды деятельности: операторы обычно не только снимали, но и проявляли плёнку, режиссёр мог быть специалистом по гриму, продюсер — заведующим по реквизиту, актёр — помощником режиссёра. Что касается дистрибуции готового фильма, то она зависела от готовности актёров работать бесплатно. Ко всему этому добавлялся дефицит плёнки. Это подразумевало, получившийся в результате фильм состоял из сцен, снятых с первого раза — вне зависимости от их качества.
Недостаток инноваций в сфере кинематографа (связанный с недостатком материалов, а порой и информации) вынуждал занятых в кинопроизводстве людей, включая актёров, ориентироваться по ситуации и импровизировать. Многие фильмы в связи с этим демонстрировали невысокий уровень художественного исполнения. Условия, в которых в те годы снимались фильмы, не позволяли румынскому кинематографу достичь того уровня технического мастерства, который успел установиться в то время в других странах. Однако, несмотря на ошибки, упущения и недоработки раннего этапа кинопроизводства, кино того времени оставило важный след в истории румынского кинематографа.
С другой стороны, румынские интеллектуалы того времени продолжали считать кинематограф чем-то непримечательным и второсортным по отношению к другим видам искусства. Даже специализированные издания того периода писали о кино достаточно мало и порой без воодушевления. В 1928 году литературный критик Тудор Виану написал в своей статье «Кинематограф и радио в культурной политике»: «Кинопресса была создана прежде всего для поддержания интересов капитализма в кинопроизводстве…Нет ни одного актёра, не важно, насколько посредственного, который не был бы провозглашён этой прессой как звезда первого разряда, и нет ни одного фильма, не важно, насколько скучного или прозаического, который не был бы отмечен этой прессой как несравнимое достижение».

На рубеже 1920-х и 1930-х годов интерес к кинематографу появился у некоторых румынских писателей и деятелей культуры. Среди них были Тудор Виану, Ливиу Ребряну, Виктор Ефтимиу, Камил Петреску и Димитрие Густи. Как заметил в 1930 году Ребряну:
…В грандиозной погоне за претворением в жизнь искусства, истинного искусства кинематографа, усилия Румынии не могут быть тщетными. Хотя имевшиеся материальные и технические средства и не позволили нам принять участие во всеобщей стремительной гонке к освоению этого нового искусства, я думаю, что придет момент, когда Румыния тоже внесет свой вклад… Румынский талант получит широкие возможности проявить себя.
В этот период начал свою деятельность кинокритик Д. Й. Сукьяну. Сначала он дебютировал в газетах, а позже, в 1929 году, на радио. Чуть позже Йон Филотти Кантакузино, ещё один кинокритик, также начал вести свою радиопередачу.
Ещё одно высказывание относительно важности кинематографа, сделанное в том же 1930 году, принадлежит румынской принцессе и поэтессе Елене Вакареску. Она сказала следующее: «Имея в своём распоряжении огромную власть, кинематографу стоит прилагать большие усилия…для достижения наивысшего блага для всех людей, для достижения того, что их объединяет — для достижения мира».

## Звуковое кино (1930—1947)
Появление технической возможности создания звуковых фильмов открыло новые пути для развития кинематографа во всем мире, включая «слабый» румынский кинематограф. Приход звука усугубил для румынских кинодеятелей и без того непростую проблему с материально-технической базой в отношении как производства, так и демонстрации фильмов в кинотеатрах. Зарубежная конкуренция подорвала мечтания румынских кинопродюсеров: после 1930 года количество фильмов, снятых в Румынии, значительно сократилось, и в период с 1930 по 1939 в стране было создано всего 16 кинокартин. Большинство фильмов того периода были румынскими версиями зарубежных фильмов, снятыми в Париже, Праге или Будапеште с привлечением нескольких румынских технических специалистов и некоторого количества румынских актёров, которые, в частности, были задействованы в создании дубляжа. Среди этих работ были франко-американские фильмы «Начальник на параде» (Parada Paramount, 1931), и «Телевидение» (Televiziune, 1931), а также венгерские фильмы «Дым» (Fum,1931), «Поезд-призрак» (Trenul fantomă, 1933), «Первая любовь» (Prima dragoste, 1934) и «Души, принесённые бурей» (Suflete în furtună, 1934). Немецкий режиссёр Мартин Бергер, прежде уже участвовавший в создании одного из румынских фильмов на закате эпохи немого кино, вновь вернулся в румынский кинематограф и снял в 1930 году фильм «Чуляндра», сценарий которого основывался на одноимённом произведении писателя Ливиу Ребряну. Этот фильм стал первой румынской звуковой кинокартиной. Фильм, однако, потерпел фиаско, поскольку акценты известных немецких актёров, говоривших по-румынски, вызывали смех зрителей. Даже те немногие румынские актёры, сыгравшие в фильме, звучали странно, поскольку непривыкшие к модуляциям румынского языка немецкие продюсеры настаивали на наличии во фразах долгих пауз. К примеру, в одной из сцен фильма сын спускается вниз по лестнице, произнося по одному слову как каждую ступеньку: «Как…твои…дела…отец?». Ответ звучит соответствующе: «Отлично…дорогой…»
В 1932 году на экраны вышел фильм «Мечта Тэнасе» (Visul lui Tănase), спродюсированный в Берлине румынским актёром Константином Тэнасе. Он самостоятельно профинансировал фильм, написал сценарий и сыграл главную роль, тогда как со стороны Германии были предоставлены студия, режиссёр, технический персонал и актёрская труппа.
Строэ и Василаке, комедийный дуэт межвоенного периода, сняли в 1934 году «Бинг-Бэнг», единственный полностью румынский фильм того периода. Помощником по технической части был инженер Аргани, собравший для фильма звуковое устройство. Как было заявлено на постерах, это был «юмористический мюзикл», основанный на сценарии Аргани, Строэ и Василаке. В качестве оператора выступил Й.Барток, музыку написали Михай Константинеску и Макс Халм. В фильме снимались Николае Строэ, Василе Василаке, Нора Пьяченти, Григоре Василию Бирлик, Тити Ботез, К. Калмуски, Силли Василию, Нутзи Пантази, Лучика Пэрвулеску, Рикард Ранг, Александру Брунетти и Александру Джовани. Премьера фильма состоялась 7 февраля 1935 года в кинотеатре Arpa.
Из-за отсутствия как адекватного финансирования, так и заинтересованности со стороны властей завзятые румынские режиссёры начали выбирать для себя иные пути. Жан Джорджеску уехал в Париж, где на студии Gaumont он добавил звук к одному из своих фильмов, который был снят в 1934 году как немая комедия. Йон Сахигьян ушёл из кинематографа в театр. Ефтимие Василеску начал работать фотографом для кинохроник. Режиссёр Жан Михаил остался в Румынии и продолжил снимать, однако и ему приходилось работать за рубежом и заниматься дубляжом фильмов в Будапеште и Чехословакии.
В этот период крайнего упадка румынского кинематографа наконец-то появилась надежда на перемены. Румынские политики, наравне с политиками других стран, пришли к осознанию той силы, которую имел кинематограф как средство массового распространения информации. Они поняли, что кинематограф мог быть использован в целях пропаганды и для оказания влияния на массы на разных культурных уровнях. Более того, результаты упорной работы румынских кинематографов доказали собственную состоятельность, поскольку фильмы, несмотря на все их несовершенства, были в основном хорошо приняты публикой. Всё это подтверждало правоту тех, кто продолжал настаивать на государственном субсидировании производства фильмов в Румынии.
Таким образом, в начале 1934 года был утверждён закон об образовании Национального фонда кино, который был создан на деньги с налогов от продажи билетов (1 лей с билета) и импорта фильмов (10 лей за метр плёнки). Целью Фонда было заявлено создание материальной базы (студий, лабораторий для проявки плёнки, оборудования и т. д.) для производства фильмов и, в дальнейшем, финансирование самого производства. Управление деятельностью Фонда было поручено комитету, созданному профессором Тудором Виану, профессором Александру Росетти и писателем Йоном Марин Садовяну. Введение налогов вызвало сильные протесты со стороны импортёров фильмов и владельцев кинотеатров, которые, однако, довольно быстро ослабли.
После принятия этого закона полные энтузиазма румынские кинолюбы начали активную работу над множеством разнообразных проектов. Некий частный предприниматель приобрёл устройство для записи звука и основал компанию под названием Румынская звуковая кинопромышленность. На первом этапе он занимался производством кинохроник, и совместно с режиссёром Жаном Михаилом начал работу над документальным фильмом «Румыния» (Romania).
При содействии частного предпринимателя Тудора Позмантира в 1936—1937 годах была создана кинолаборатория Ciro-film. Это была современная для того времени лаборатория, оборудованная техникой фирмы Debrie и предназначенная для проявки плёнки и созданий кинокопий. Поблизости также была построена «киностудия», которая фактически представляла собой большой деревянный ангар, но тем не менее достаточно хорошо подходила для съёмки фильмов. В 1939 году именно на этой студии Йон Сахигьян снял по сценарию Тудора Мусатеску свой фильм «Незабываемая ночь» (O noapte de pomină). Главные роли сыграли Джордже Тимикэ и Дина Коча. Фильм имел большой успех и был высоко оценён критиками, продемонстрировав тем самым, что качественное техническое оснащение было способно вывести киноиндустрию страны на более высокий уровень.
В результате ряда решений, принятых правительством, Национальный фонд кино оказался включённым в состав Бюро по туризму. В Бюро был создан отдел кинематографии, целью которого являлась съёмка фильмов-путешествий (так называемых «травелогов»). Техническое оснащение было достаточно качественным: портативные камеры, подходящие для съёмки кинохроник, и портативное оборудование для записи звука, которое помещалось внутрь автомобиля съёмочной группы. Если отснятый материал был предназначен для создания документального фильма, то работа над ним завершалась в студии звукозаписи. На самой киностудии в то время было установлено только минимальное количество источников искусственного освещения. Всё это не оправдывало надежд создателей игрового кино: они испытывали недостаток такого технического оснащения, которое подошло бы для съёмок их собственных фильмов.
Также в конце 1930-х был сформирован Национальный офис кинематографии (Oficiul Național Cinematografic, ONC), возглавленный кинокритиком Д. Й. Сукьяну. Деятельность НОК заключалась в регулярном выпуске кинохроник и производстве документальных фильмов. Также была начата работа над созданием собственной студии, однако завершение её строительства было осложнено началом Второй мировой войны. В 1938 году снятый НОК фильм «Земля Мотилор» (Țara Moților) получил приз на Венецианском кинофестивале. Режиссёром работы был Пауль Кэлинеску, а сам фильм ознаменовал вхождение румынских документальных фильмов в сферу киноискусства. В годы Второй мировой войны НОК был передан в распоряжение Генерального штаба. Большинство операторов были отправлены на фронт, а технические специалисты работали исключительно на нужды военной пропаганды.
Несмотря на все имевшиеся сложности, в период между 1941 и 1942 годами на студии НОК был снят фильм «Ненастная ночь» (O noapte furtunoasă). Создание фильма в военный период стало чрезвычайно сложной задачей для всей съёмочной команды, включая актёров, оператора, сценаристку, команду осветителей, художников-постановщиков и реквизиторов. Все натурные декорации строились в небольшой (18 на 11 метров) студии звукозаписи, поскольку ночная съёмка на локациях была невозможна из-за необходимости постоянной маскировки. Для панорамирований и трэвеллингов два или три кадра должны были быть сняты по-отдельности и затем смонтированы вместе (сцена заново декорировалась для съёмки каждого отдельного кадра). Единственным, в чём съёмочная группа не испытывала недостатка, был фотографический материал. В конечном счёте было отснято 29 000 метров киноплёнки.
Фильм был срежиссирован Жаном Джорджеску и основан на одноимённой комедии Иона Луки Караджале. Помощниками режиссёра были Йонел Ильеску, Вирджил Стоэнеску, И.Маринеску и П.Бэляну, оператором — парижанин Жерар Перрин, звукооператорами — А.Бьелисич, В.Кантунари и Г.Мэрэй, режиссёром-постановщиком — Йон Кантакузино. Монтажом занимались Ивонн Эро (ещё одна парижанка) и Луча Антон, гримом — супруги Штур из Берлина, хореографией — Эмиль Бобеску. Музыку написал Пауль Константинеску, декорации создал Стефан Норрис, а раскадровки и костюмы — Аурел Жикуйди. В фильме снимались Александру Джугару, Мария Максимильян, Флорика Демьон, Раду Белиган, Йордэнеску Бруно, Джордже Деметру, Йон Барой, Джордже Чипрьян, Милутэ Гьоргию, Леонтина Йоанид, Дойна Миссир, Юльяна Сим, Корнелия Теодосию, Елена Буландра, Василию Фалти, Ликэ Рэдулеску, Йон Стэнеску, Николае Теодору, О.Рокос, Янку Константинеску и Жан Москопол. Премьера состоялась 22 марта 1943 года в кинотеатре ARO. «Ненастная ночь» стала первым и последним игровым фильмом, созданным НОК. Долгие годы он оставался ориентиром для следующих поколений румынских кинорежиссёров.
Несмотря на войну, производство фильмов в стране продолжалось. В 1944 Cineromit, румыно-итальянская кинокомпания, поручила режиссёру Жану Джорджеску работу над созданием фильма «Сон в зимнюю ночь», сценарий к которому был адаптацией пьесы Тудора Мусатеску. Работа над фильмом была завершена только в конце 1945 года, а в его создании участвовала та же команда, которая сняла «Ненастную ночь» плюс французский оператор Луи Беренд. В фильме снимались Джордже Деметру, Ана Колда, Мария Филотти, Мису Фотино и Раду Белиган. Премьера состоялась 2 марта 1946 года в кинотеатре Excelsior.
Далее Балканская кинокомпания в Бухаресте совместно с датскими и венгерскими киностудиями выпустила один за другим несколько фильмов. Среди этих фильмов стоит выделить «Здравствуй, Бухарест» (Allo București), «Аризонская кража» (Furtul din Arizona) и «Два мира и одна любовь» (Două lumi și o dragoste), снятые в 1946 году. Ещё одним важным фильмом, снятым тогда же кинокомпанией Doina-Film, был «Лес влюблённых» (Pădurea îndrăgostiților). Над его созданием работала команда технических специалистов НОК, а режиссёром и оператором был Корнел Думитреску.

## Румынское кино при коммунизме (1948—1989)
В 1947 году в стране произошёл коммунистический переворот и была провозглашена Социалистическая Республика Румыния. 2 ноября 1948 года был подписан «Декрет 303», обозначавший национализацию киноиндустрии. Начался период социалистического кино.
Задачей кинематографистов было показать реалии нового общества. Социалистические фильмы отражали борьбу нового человека против ретроградного капиталистического общества. Актёров для этих фильмов выбирали согласно стереотипным представлениям о богатых и бедных людях. Те же, кто играл партийных активистов, должны были олицетворять идеал рабочего — сильного и интеллигентного. Внешность была крайне важной для обозначения характеров персонажей.
Документальные фильмы и хроника этого периода также были посвящена победе социализма, строительству нового общества и достижениям союза рабочих и крестьян.
Для подготовки специалистов был основан Институт кинематографии. Впоследствии его выпускниками стало «золотое поколение» деятелей румынского кино и театра. Среди них, актёры Силвия Попович, Юрие Дарие, Флорин Пьерсик, Константин Диплан, Амза Пелля, Дем Рэдулеску, Стела Попеску, Себастьян Папаяни, Леополдина Бэлэнуцэ и Драга Олтяну, вместе с режиссёрами Маноле Маркус, Джо Сайзеку, Юлиан Миху, Георге Витанидис и другие.
В Румынии наконец завершился период, когда старый режим не делал никаких инвестиций в искусство; появилось национальное кино. Социалистическая власть через заботу о кинематографе пыталась, среди прочего, продемонстрировать свою заинтересованность в развитии культуры. Многие из комиссаров по культуре, которые изначально не имели никакого представления о кинематографе, смогли внести значительный вклад в индустрию, особенно в её материально-техническую базу. В числе прочего, они обновили внутреннее оснащение кинотеатров, сделав походы в кино комфортными.
Перед национализацией в Румынии практически не было площадок для производства фильмов, а студия для проявки и копирования плёнок была всего одна. Ввиду этого новая власть решила основать центр по кинопроизводству. В 1950 году в Буфте началось строительство киностудии, известной как C.P.C. Buftea (сегодня MediaPro Studios). Она была закончена в 1959 году и стала достойным конкурентом другим восточноевропейским студиям.
В этот период определённое количество фильмов производилось на студии комплекса Флоряска (Floreasca Complex), которая в 1956 году была передана Румынскому телевидению. Эта студия была уже гораздо лучше оснащена, чем та, что существовала до национализации.
Для производства технического оснащения, нужного как студиям, так и дистрибьюторам, в 1950 году было основано Государственное Техническое Предприятие (рум. Intreprinderea de Stat Tehnocin), которое в 1959 году слилось с Румынской Оптической Индустрией (рум. Industria Optică Română). Оно производило проекторы для 35-мм и 16-мм плёнки, звуковые системы для кинотеатров, искусственное освещение для студий и т. д. Также открывались профессиональные училища для подготовки технических специалистов, в частности — операторов для кинотеатров и менеджеров студий.
Для производства документальных фильмов и кинохроники, которые были крайне важны для продвижения социалистический ценностей, в 1950 году была основана студия имени Александру Сахия. Её техническое оснащение было наилучшим из того, что было доступно на рынке в то время. В 1954 году на студии начали производить новый для Румынии тип фильмов — научно-популярные.
Если до 1948 года румынских анимационных фильмов фактически не существовало, то начиная с этого года их начали производить на Бухарестской киностудии, и к 1955 году их было уже 15. Наиболее значимым был вклад Йона Попеску-Гопо, чей мультфильм «Короткая история» (Scurtă istorie) получил Золотую пальмовую ветвь к Каннах в 1957 году. Успех анимационных фильмов убедил власти основать студию Анимафильм (рум. Animafilm) в 1964 году. На ней же производились диафильмы, слайды для учебных целей и телереклама.
Что касается дистрибуции, то после национализации кинотеатров многие из них были закрыты ввиду их плачевного состояния. Последовал кризис, характерной чертой которого было сокращение числа администраторов кинотеатров и кинотехников, что привело к проведению кинопоказов исключительно на открытом воздухе. Эта ситуация стала причиной создания Комитета по кинематографии 7 июня 1950 года, включавшего в себя Директорат Сетей Кинодистрибьюции. Позже эта инстанция руководила государственными кинопредприятиями по всей стране, и это обеспечило достаточное спонсирование. Была развернута программа «фильмификации» (по аналогии с электрификацией), которая заключалась в открытии кинотеатров, в том числе и в сельской местности. В рамках программы в 1950-х в страну были завезены проекторы и мобильные кинотеатры из СССР.
В следующие годы были основаны Директорат по кинопоказам (D.D.F.). В 1956 в результате его слияния с Директоратом по кинодистрибьюции образовался Директорат по дистрибуции и показам (D.R.C.D.F), подконтрольный Министерству культуры. Целью этой институции была реализация единой политики по отношению ко всем румынским кинотеатрам и осуществление контроля над их программой, продиктованной нуждами строительства социализма и выполнением финансового плана.
В 1971 году была основана компания Centrala România-Film, подчинившая себе C.P.C. Buftea, финансирование ещё пяти студий, импорт-экспорт и кинопоказы.
Ввиду того, что румынское кинопроизводство в 1948 году практически не существовало, был широко распространён ввоз фильмов из других стран восточного блока — в особенности из СССР, чьи фильмы представлялись для коммунистического правительства идеалом кинематографии. Кроме фильмов, продвигающих новое государство, производились и завозились также развлекательные фильмы, включая адаптации литературы, преимущественно русскоязычной. Однако правительство все ещё было жестко избирательным в отношении тем. Несмотря на это, румыны смогли увидеть такие значимые работы, произведённые вне социалистического блока, как «Рим, открытый город» Роберто Росселлини, «Похитители велосипедов» Витторио де Сика, некоторые другие фильмы итальянского неореализма, «Угадай, кто придёт к обеду?» Стэнли Крамера, некоторые вестерны, «Унесённые ветром» Виктора Флеминга, и многие другие.
Как только национальное кинопроизводство окрепло, государство снизило налоги на импорт, и качество ввозимой продукции начало страдать. В определённый момент количество румынских фильмов в прокате достигло 40 %. Остальные кинокартины были ввезёнными, в том числе из других стран Варшавского блока.
Подводя итоги, можно констатировать, что в этот период достойных упоминания фильмов было снято крайне мало.

## Румынское кино сегодня (1990 — наши дни)
Падение коммунистического режима в 1989 году изменило ситуацию в румынском кино. Фильммейкеры начали осмыслять коммунистический период, а также экономический и духовный кризис в стране. Обнажилась предвзятость жюри, раздававшего гранты на производство фильмов предыдущим его членам. Только международный успех тех, кто был у этого комитета не в почёте, смог изменить систему.
Начало нового тысячелетия ознаменовало процесс восстановления румынского кино. В 2001 и 2002 годах румынские режиссёры участвовали в конкурсе параллельной Каннскому фестивалю секции Directors' Fortnight с первым художественным фильмом Кристи Пую Stuff and Dough (Marfa și banii) и фильмом Кристиана Мунджиу «Запад» (Occident).
В 2005 году вторая художественная картина Пую, «Смерть господина Лазареску» (Moartea domnului Lăzărescu) — путешествие сквозь румынскую систему здравоохранения — выиграла приз «Особый взгляд» на Каннском кинофестивале, а затем получила других наград по всему миру, став самым призовым румынским фильмом за все время.
В 2006 году режиссёр Корнелиу Порумбою увез из Канн «Золотую камеру» за фильм «12:08 к востоку от Бухареста» ("A fost sau n-a fost?), а Кэтэлин Митулеску принял участие в программе «Особый взгляд» с фильмом «Как я встретил конец света» (Cum mi-am petrecut sfarsitul lumii).
В 2007 Кристьян Немеску с комедией California Dreamin' выиграл «Особый взгляд», а «4 месяца, 3 недели и 2 дня» (4 luni, 3 săptămâni şi 2 zile) Кристиана Мунджиу стал первым румынским фильмом, получившим Золотую пальмовую ветвь.
В 2008 фильм Мариана Крисан «Мегатрон» (Megatron) получил Пальмовую ветвь за лучший короткометражный фильм. В 2009 году на 59-м Берлинском кинофестивале фильм британского режиссёра Питера Стриклэнда «Каталин Варга» (Katalin Varga), снятый в венгро-говорящей части Румынии, получил Серебряного медведя за выдающийся саунд-дизайн. В 2010 году фильм Флорина Шербана «Если бы я хотел свистеть, то свистел бы» (Eu când vreau să fluier, fluier) получил гран-при жюри в Берлине. В том же году документальный фильм Андрея Ужикэ «Автобиография Николае Чаушеску» (Autobiografia lui Nicolae Ceaușescu) был показан в Каннах вне конкурсной программы, а «Полицейский, имя прилагательное» (Politist, adjectiv) Корнелиу Порумбойю получил награду «Особый взгляд». В 2013 году Серебряный медведь отошёл «Позе ребёнка» (Pozitia copilului) режиссёра Калин Питер Нецера.
В 2015 году был выпущен «Будь моим котом: фильм для Энн» (англ. Be My Cat: A Film for Anne), первый румынский хоррор в жанре found footage.
Согласно данным Европейской Аудиовизуальной Обсерватории в 2012—2016 годах только 3 % фильмов, показываемых в Румынии, были румынскими, против 72 % американских. Показательно, что «4 месяца, 3 недели и 2 дня» был посмотрен 350 тысячами человек во Франции, 142 тысячами в Италии и всего лишь менее, чем 90 тысячами, в самой Румынии.
Румыния нередко избиралась иностранными режиссёрами как место для съёмок фильмов. В этой стране были сняты «Холодная гора» Энтони Мингеллы, некоторые сцены из «Бората» Саши Барон Коэна, и многие другие.